# Stratiomydas wygodzinskyi
Stratiomydas wygodzinskyi är en tvåvingeart som beskrevs av Wilcox, Papavero och Therezinha Pimentel 1989. Stratiomydas wygodzinskyi ingår i släktet Stratiomydas och familjen Mydidae.
Artens utbredningsområde är Peru. Inga underarter finns listade i Catalogue of Life.